# Anon San-Mhard
Anon San-Mhard (Thai อานนท์ สันหมาด; sinh ngày 3 tháng 7 năm 1991) là một cầu thủ bóng đá người Thái Lan hiện tại thi đấu cho Krabi ở Thai League 2. Anh từng là một tiền vệ chạy cánh trái và được người hâm mộ Thái Lan ví như Neymar.

## Danh hiệu
Quốc tế
U-23
- Cúp BIDC 2013; Vô địch